# Coinbase
Coinbase Global, Inc. під торговою маркою Coinbase — це американська публічна компанія, яка керує платформою обміну криптовалют . Coinbase є розподіленою компанією де співробітники працюють дистанційно і у компанії немає фізичної штаб-квартири. Це найбільша біржа криптовалют у Сполучених Штатах за обсягом торгів. Компанію засновано в 2012 році Браяном Армстронгом і Фредом Ерсамом . У травні 2020 року Coinbase оголосила, що закриє свою штаб-квартиру в Сан-Франциско, штат Каліфорнія, і перейде на віддалений режим роботи, що є частиною хвилі кількох великих технологічних компаній, які закривають штаб-квартири в Сан-Франциско внаслідок пандемії COVID-19 .

#### Російське вторгнення в Україну, провал експансії в Індії, звільнення, та партнерства
У відповідь на російське вторгнення в Україну в 2022 році Coinbase заблокувала 25 000 криптовалютних гаманців, пов'язаних з Росією, вважаючи, що вони брали участь у незаконній діяльності.
Coinbase розпочала роботу в Індії у квітні 2022 року Спочатку компанія покладалася на Unified Payment Interface, щоб дозволити користувачам конвертувати рупії в криптовалюту, але припинила використовувати UPI після заяви, опублікованої Національною платіжною корпорацією Індії, в якій зазначено, що їй «не відомо про будь-який криптовалютний обмін, який використовує UPI». Ця заява змусила Coinbase призупинити більшу частину свого бізнесу в Індії. Користувачі в Індії не можуть конвертувати рупії в криптовалюту, але можуть торгувати між різними криптовалютами.
14 червня 2022 року компанія оголосила, що звільнить приблизно 18 відсотків працівнивків, близько 1100 робочих місць, на тлі глобального спаду криптовалют і послуг .
У серпні 2022 року Coinbase оголосила про партнерство з BlackRock, яке дозволяє клієнтам BlackRock використовувати свою систему управління інвестиціями Aladdin, щоб контролювати свої активи в біткойнах та інші портфельні активи, а також полегшувати торгівлю на біржі Coinbase.
Coinbase повідомила про чистий збиток у розмірі 1.1 мільярди доларів США у другому кварталі 2022 року, рекордний для компанії. У жовтні 2022 року Coinbase уклала партнерство з Google Cloud Platform, що дозволить клієнтам останньої оплачувати хмарні послуги за допомогою криптовалют, які підтримуються Coinbase Commerce. Coinbase також погодилася перенести свої додатки, пов'язані з даними, з Amazon Web Services до Google Cloud.
Втрати Coinbase внаслідок банкрутства FTX становлять 15 мільйонів доларів США. 
10 січня 2023 року Coinbase оголосила про звільнення близько 950 працівників, що викликало витрати на реструктуризацію до 163 мільйони доларів США. Посилаючись на можливість «подальшого розповсюдження банкрутств» після краху біржі FTX, Брайан Армстронг сказав, що Coinbase «закриє кілька проектів, у яких у нас нижча ймовірність успіху».

## Продукти
Coinbase пропонує продукти як для роздрібних, так і для інституційних криптовалютних інвесторів, а також для інших пов'язаних криптовалютних продуктів.
Продукція компанії для роздрібних торговців включає:
- Coinbase, програма, яка використовується для купівлі, зберігання та торгівлі різними криптовалютами, такими як Bitcoin, Bitcoin Cash, Ethereum, Ethereum Classic і Litecoin[17]
- Coinbase Pro, професійна платформа для торгівлі цифровими активами[18]
- Coinbase Wallet, програма, яка дозволяє клієнтам отримувати доступ до децентралізованих криптододатків (dapps) за допомогою браузера dapp[19]
- Coinbase NFT, ринок, де колекціонери NFT можуть купувати та продавати свої речі один одному[20]

Продукти для інституційних трейдерів включають:
- Coinbase Prime, торгова платформа для інституційних клієнтів[21]
- Coinbase Custody, спеціалізовані послуги для установ, які зберігають біткойни та інші криптовалюти в Coinbase[21]

Інші продукти, пов'язані з криптовалютою, включають:
- USD Coin, цифровий стейблкоїн, який дозволяє клієнтам обмінювати долари США на криптовалюту з такою ж вартістю, але якою можна торгувати швидше[22]
- Coinbase Card, дебетова картка Visa, яка дозволяє клієнтам витрачати криптовалюту[23]
- Coinbase Commerce, платіжний сервіс для продавців[24]
- Coinbase Earn, платформа навчання криптовалютам, яка винагороджує користувачів невеликими сумами альткойнів за перегляд відео та виконання тестів, щоб дізнатися про них[25]

Компанія розробляє інтерфейс прикладного програмування (API) для розробників і продавців, щоб створювати програми та приймати платежі в цифрових валютах.
Coinbase має мобільний додаток для iOS і Android.